# .ne
.ne為尼日尔國家及地區頂級域（ccTLD）的域名。該域名於1996年4月24日啟用。Minecraft使用該域名作為它的URL縮略網址服務（redsto.ne）。此外由於.ne與.net域名類似，很多人也順便註冊了.ne。

## 外部連結
- IANA .ne whois information（页面存档备份，存于）